# Данкор
«Данкор» — сумський тижневик, регіональне суспільно-політичне й рекламно-інформаційне періодичне видання; видається російською мовою.
Газета «Данкор» (Суми) видається починаючи з 1992 року компанією «Данкор Медіа».
За роки свого існування газета завоювала популярність і довіру жителів Сум та Сумської області. Нині (кінець 2000-х років) працює новиннєвий інтернет-портал Сумщини «Данкор», видаються місцеві версії газети в регіоні («Данкор-Ромни», «Данкор-Глухів» та інші).
Власне «Данкор» (Суми) виходить щосереди на 24 сторінках. Формат газети — А3, тираж є стабільним протягом декількох років — 12 000 примірників.
На сторінках газети «Данкор» — найактуальніші міські та регіональні новини у сфері політики і економіки, останні міські події, цікаві статті на тему культури і стилю, спортивні події, правові питання та бізнес-новини.